# Kélé (St. Lucia)
Kélé ist eine lokal verbreitete Religion in St. Lucia in der karibischen Region Babonneau. Die Ursprünge liegen bei den ehemaligen Sklaven aus dem Volk der Djiné, die aus der Region des heutigen Nigeria verschleppt worden waren. Man geht davon aus, dass es sich um eine lokale Ausprägung der Religion der Yoruba handelt, weil eine starke Beziehung zum Ogun-Festival in Nigeria besteht.

## Gottheiten und Rituale
Die Hauptgottheiten sind Ogún, Shango und Eshu. Kélé-Zeremonien sind geprägt vom Trommeln auf tanbou manman (Mutter-Trommel) und tanbou ich (Kind-Trommel) aus der Gruppe der Batá-Trommeln. Außerdem kommen bei den Ritualen polierte Steine zum Einsatz (als Gegenstand der Verehrung von Shango), sowie eiserne, beziehungsweise stählerne Gegenstände in der Verehrung von Ogun.

## Geschichte
Die afrikanischen Sklaven in der Region von Babonneau praktizierten die Religion ihres Mutterlandes, obwohl die Riten von der katholischen Kirche verfemt wurden. Bis in die 1960er Jahre wurden die Rituale nur im Geheimen vollzogen. Es war Monsignore Patrick Anthony, der Gründer des Folk Research Centre, der – anfangs gegen starke Widerstände – seit den 1970er Jahren in der Gesellschaft und in der Kirche von St. Lucia eine wertschätzende Haltung zum Kélé anstieß.